# Долно Строгомище
Долно Строгомище (на македонска литературна норма: Долно Строгомиште; на албански: Drogomishta e Vogël, Дрогомища е Вогъл) е село в западната част на Северна Македония, в Община Кичево.

## География
Разположено е в областта Горно Кичево.

## История

### Етимология
Според академик Иван Дуриданов етимологията на името е от първоначален патроним -ишти < -itji, старобългарското *Стрѣгомишти от личното име *Стрѣгомъ, сравнимо с чешкото лично име Strěhom, полското Strzegom, съкратено от *Стрѣго-миръ.

### В Османската империя
Според „Кичево в миналото си и сега“ Долна-Стрѣгомища е българско село, потурчено след XVI век.
Според османски документи, през 1747-1748 година жителите на Букойчани водят съдебни дела срещу жителите и спахията на селата Ягол и Стрегомище, които завладели пасищата на Букойчани.
В XIX век Долно Строгомище е село в Кичевска каза на Османската империя. В „Етнография на вилаетите Адрианопол, Монастир и Салоника“, издадена в Константинопол в 1878 година и отразяваща статистиката на населението от 1873 година Остроголища (Долно и Горно) (Ostrogolischta) е посочено като село със 150 домакинства с 400 жители мюсюлмани.
Според статистиката на Васил Кънчов („Македония. Етнография и статистика“) в 1900 година Долна Стрегомища има 165 жители българи мохамедани.
На Етнографската карта на Битолския вилает на Картографския институт в София от 1901 година Долно Стрегомища е чисто помашко (българско мохамеданско) село в Кичевската каза на Битолския санджак с 50 къщи.

### В Сърбия, Югославия и Северна Македония
След Междусъюзническата война в 1913 година селото попада в Сърбия.
На етническата си карта на Северозападна Македония в 1929 година Афанасий Селишчев отбелязва Долно Стрегомище като българско село.
Според преброяването от 2002 година Долно Строгомище има 698 жители.
| Националност | Всичко |
| македонци    | 0      |
| албанци      | 692    |
| турци        | 0      |
| роми         | 0      |
| власи        | 0      |
| сърби        | 1      |
| бошняци      | 0      |
| други        | 5      |

От 1996 до 2013 година селото е част от община Заяс.